# スタール酸化
スタール酸化（スタールさんか、英: Stahl oxidation）とは、銅を触媒として第一級および第二級アルコールをそれぞれアルデヒドおよびケトンヘ空気酸化する反応である。選択性が高く、穏やかな反応条件で行えることから、古典的アルコール酸化反応よりも複数の点で優れている。
スタール酸化の特徴は、アセトニトリルやアセトンなどの極性溶媒下で、2,2'-ビピリジル銅(I)錯体をニトロキシルラジカルおよびN-メチルイミダゾール と共に用いることである。銅(I)源には様々な化合物が用いられるが、アニオンが配位しないトリフラート、テトラフルオロボラート、ヘキサフルオロホスファートなどの塩が好まれ、臭化銅(I)、ヨウ化銅(I)も特定の用途では有用であることが示されている。テトラキス(アセトニトリル)銅(I)塩が用いられることが多い。ほとんどの応用例で、室温下で反応を進行させることが可能であり、空気に含まれる酸素濃度で最終酸化剤の用を十分果たす。クロム錯体やジメチルスルホキシド(DMSO)、ペリオジナンを用いる酸化反応に比べ、安全かつ環境負荷が低く、実用的かつ経済性も高い。

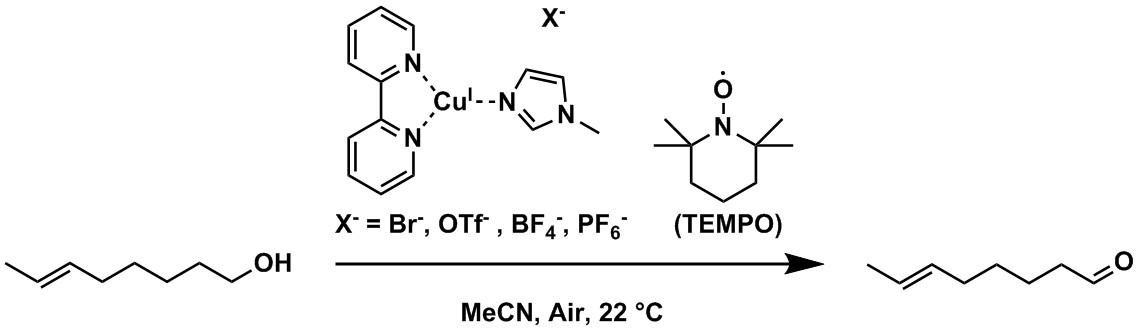
フーバーとスタールの原著論文に掲載されたモデル基質。この条件では98%を超える収率がガスクロマトグラフィーにより確認されている。

一般的に、スタール酸化は（脂肪族か芳香族かによらず）第一級アルコールを第二級アルコールより選択的に酸化する。ニトロキシルラジカルとして2,2,6,6-テトラメチルピペリジン1-オキシル(TEMPO)を用いた場合は芳香族第一級アルコールが脂肪族第一級アルコールより選択的に酸化される。この特徴は、第二級アルコールが第一級アルコールより選択的に酸化されるオッペナウアー酸化やほかの選択的酸化手法とは対照的である。過剰酸化により第一級アルコールがカルボン酸になることはまれであるが、特定のジオール含有基質ではラクトンが生成する場合もある。立体障害の小さい9-アザビシクロ[3.3.1]ノナンN-オキシル(ABNO)や2-アザアダマンタンN-オキシル(AZADO)をニトロキシルラジカルとして用いることで、 第一級アルコールと第二級アルコールの両方を酸化することができる。

## 歴史
2011年、ジェシカ・フーバーとシャノン・スタールは(bpy)銅(I)/TEMPO系を用いることにより第一級アルコールの選択的酸化の反応条件を緩和することができることを発表した。当時も触媒的空気酸化反応はいくつか知られていたが、その多くは高価なパラジウムを用いるため、およびアルケン性基質との交差反応性のため使いづらい場合があった。銅を触媒とする空気酸化手法は遅くとも1984年には知られていたが、収率が悪い・高温が必要・触媒要求量が多い・純酸素が必要・二相 系または非標準的溶媒が必要などの問題があった。
この初発表の後、フーバーとスタールはさらに単純化された手順による高速な芳香族アルコール酸化をウィスコンシン大学マディソン校の有機化学科の学科長であったニコラス・ヒルと共に発表した。ヒル・フーバー・スタールは、より安価な溶媒と銅源を用いることにより、経済的に高い触媒量を実現することが可能であることを示した。これにより、大学教育における化学教材としてのアルコールの酸化反応の活用が促進された。さらに、銅化学種の酸化数変化による赤褐色から緑色への変化で反応の終了が観測できることも多い。ただし、これは律速段階が触媒の再酸化となる芳香族アルコールおよびその他の反応活性の高いアルコールを基質とする場合に限られ、律速段階がC-H結合の解離となる脂肪族アルコールが基質の場合にはあてはまらない。スタール酸化はウィスコンシン大学マディソン校の有機化学科のカリキュラムに取り入れられている。
2013年、銅(I)/TEMPOによるアルコール酸化の反応機構が明らかにされ、立体障害の小さいニトロキシルラジカル 源を用いることにより第二級アルコールの酸化が可能であることが示された。

## 亜種

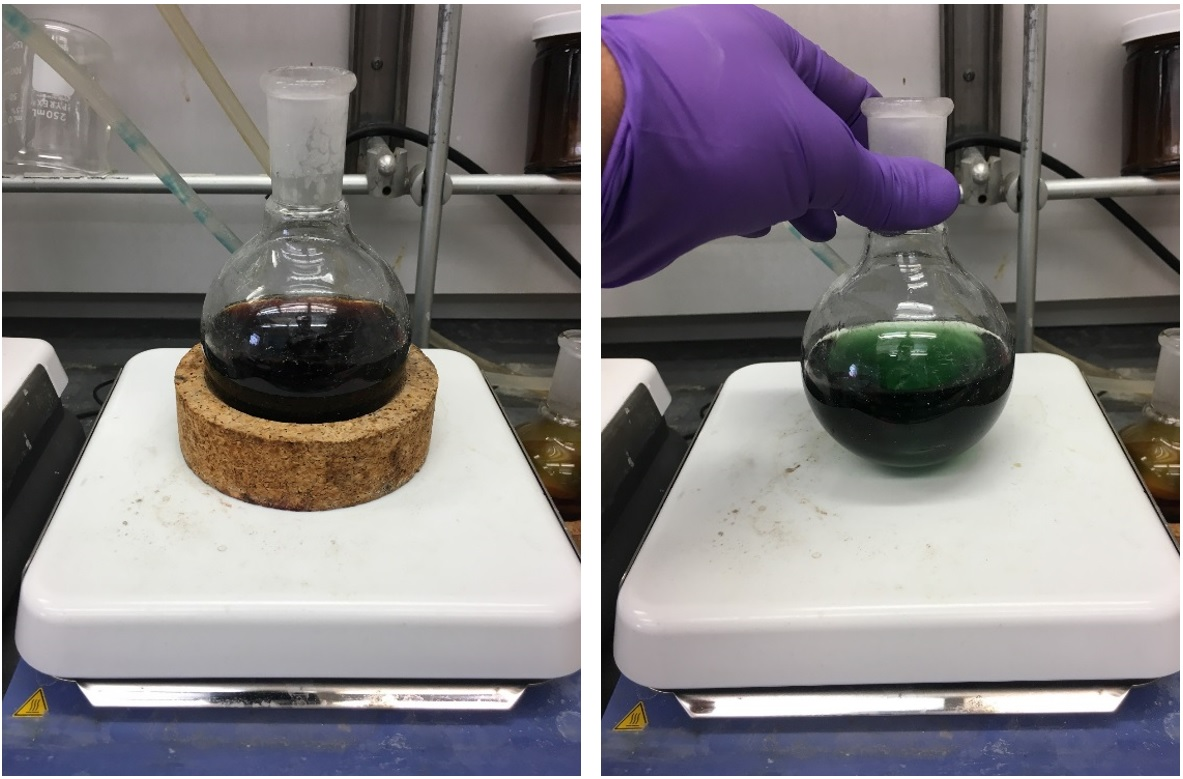
第一級芳香族アルコールのフーバー・スタール酸化。反応条件：3 mol% CuBr, 2,2'-bipyridyl, TEMPO; 6 mol% NMI; 0.2M in acetone左図：T= 0 hr；右図：T=12 hr 銅化学種の状態変化により褐色から緑色へと変色しているのがわかる。

### フーバー・スタール酸化
フーバー・スタール酸化(Hoover–Stahl oxidation)とは、最初期に発見された、第一級アルコールを選択的に酸化する条件のスタール酸化を言う。この反応系では2,2'-ビピリジン(bpy)、銅(I)源（典型的にはテトラキス(アセトニトリル)銅(I)トリフラート、テトラフルオロボラート、ヘキサフルオロホスファート）、TEMPO、N-メチルイミダゾール を用いる。反応は室温下・常圧空気雰囲気下のアセトニトリル中で行われる。触媒量は典型的には5 mol %ほど、N-メチルイミダゾールの使用量は10 mol %である。この反応は第一級アルコールを選択的にアルデヒドへと酸化し、一般的には第二級アルコールを酸化しない。フーバー・スタール酸化用の溶液は Millipore-Sigmaが販売しているが、一般的な研究室にある試薬から簡単にin situ調製できる。

### スティーブズ・スタール酸化
スティーブズ・スタール酸化とは、立体障害の小さいニトロキシルラジカルをもちいることにより第一級アルコールだけでなく第二級アルコールも酸化可能としたスタール酸化である。反応条件は室温下・常圧空気雰囲気下・アセトニトリル溶媒中で行われる他、酸素雰囲気下で行われることもある。スティーブズ・スタール酸化に典型的に用いられるニトロキシルラジカルは9-アザビシクロ[3.3.1]ノナン-N-オキシル (ABNO)であり、bpyより電子供与性の高いビピリジル配位子、たとえば4,4'-ジメトキシ-2,2'-ビピリジンなどを用いることが多く、これによりアルコール酸化が加速することが示されている。ABNOは比較的高価で反応性も高いため、一般的には控えめに、1 mol %以下の触媒量で用いることが多い。スティーブズ・スタール酸化用溶液はMillipore-Sigmaが販売しており、in situ調製も容易である。スティーブズ・スタール酸化に用いられる試薬は高価であるため、通常は第二級アルコールの酸化に、もしくはフーバー・スタール酸化がうまくいかないことがわかった場合に用いられる。近年、ABNOのスケーラブルな調製方法がいくつか発表されている。

### Xie–Stahl 酸化的ラクトン化反応
Xie–Stahl酸化的ラクトン化反応とは、一般的にはスティーヴズ・スタール反応条件をもちいてジオールを酸化的に環化するラクトン化反応である。Xie–Stahl反応は立体障害の小さい第一級アルコールにカルボニル基を生成し、γ, δ,  ε-ラクトンを選択的に生成する。場合によっては、ABNOの代わりに1 mol % TEMPOを用いることによりより選択性を高める場合もある。

### Zultanski–Zhao–Stahl酸化的アミドカップリング
Zultanski–Zhao–Stahl酸化的アミドカップリングとは、第一級アルコールとアミンを反応させてアミドを得る反応である。この反応では、第一級アルコールが酸化されてアルデヒドを得、アミンの存在下で可逆的にヘミアミナールを形成し、さらにこれが触媒により不可逆的に酸化されてアミドを得る。常圧酸素雰囲気下・3Å分子篩の存在下でABNOを比較的高い触媒量3 mol %もちいて反応させる。最適な反応条件は基質によって変わり、原料アルコールおよびアミンの構造によっては特定の銅(I)源や配位子、溶媒が要求される場合がある。